# Paul Bismark
Paul Bismark (* 22. Februar 1888 in Blesendorf, Kreis Ostprignitz; † 19. August 1951) war ein deutscher Politiker (SPD/SED). Er war Vorsitzender des SED-Landesvorstandes Brandenburg und Abgeordneter der Volkskammer der DDR.

## Leben
Der Sohn eines Schneidermeisters besuchte die Volksschule in Blesendorf und absolvierte eine Lehre als Tischler in Wittstock. 1907 wurde er Mitglied der SPD. Er ging als Tischlergeselle auf Wanderschaft und leistete von 1910 bis 1912 seinen Militärdienst. Von 1914 bis 1918 nahm er am Ersten Weltkrieg teil, zuletzt als Gefreiter. Anschließend arbeitete er als Tischler und Gewerkschaftssekretär des Deutschen Holzarbeiterverbandes sowie als Vorsitzender des SPD-Ortsvorstandes in Perleberg. Von 1922 bis 1933 war er stellvertretender Vorsitzender des SPD-Unterbezirkes Prignitz und 1932/33 Stadtverordneter in Wittenberge. Im November 1932 war er Reichstagskandidat der SPD.
Am 4. Februar 1933 trat er als Redner bei einer Demonstration der „Eisernen Front“ in Wittenberge gegen die Machtergreifung durch die Nationalsozialisten auf. Von 1933 bis 1945 arbeitete er zunächst als Vertreter, dann als kaufmännischer Angestellter bei der Firma Singer AG. Zum Kriegsende im April 1945 wurde er in Wittenberge zum Volkssturm herangezogen.
Nach dem Krieg engagierte er sich wieder in der SPD, war 1945/46 Vorsitzender des SPD-Kreisvorstandes Westprignitz. Von Oktober 1945 bis Mai 1946 fungierte er als Leiter des Sozialamtes der Stadt Wittenberge. Seit April 1946 Mitglied der SED, war er hauptamtlich als Vorsitzender des SED-Kreisvorstandes Westprignitz tätig. Er war gleichzeitig seit Juni 1946 Mitglied des Sekretariats des SED-Landesvorstandes Brandenburg.
Von Oktober 1946 bis zu seinem Tod im August 1951 war er Abgeordneter des Landtages Brandenburg. Von September 1947 bis Juli 1950 war er Mitglied des SED-Parteivorstandes. Von 1948 bis 1950 war er Mitglied des Ersten und Zweiten Volksrates der SBZ bzw. der Provisorischen Volkskammer der DDR. Im Februar 1950 schied er auf Beschluss des Sekretariats des ZK der SED aus der Provisorischen Volkskammer aus. Sein Mandat übernahm Anton Plenikowski. Nach dem Weggang Friedrich Eberts als Oberbürgermeister nach Ost-Berlin im Dezember 1948 stand er bis Dezember 1949 mit Willy Sägebrecht als paritätischer Vorsitzender an der Spitze der SED des Landes Brandenburg. Er schied dann aus gesundheitlichen Gründen aus seinem Amt, blieb aber Mitglied des SED-Landesvorstandes Brandenburg.
Bismark starb im Alter von 63 Jahren.